# كوميدي كلوب
Comedy Club هو برنامج تلفزيوني ترفيهي يعرض على قناة تي إن تي (قناة تلفزيونية) الروسية. عرض لأول مرة في 23 أبريل عام 2005 .

## مشاركون
- غاريك مارتيروسيان
- بافيل فوليا
- انطون ليرنيك
- اندريه مولوتشني
- الكسندر نيزلوبين
- الكسندر آ ريفا
- فيكتور فاسيليف
- ديميس كاريبيديس

آخرون

## وصلات خارجية
- كوميدي كلوب على موقع IMDb (الإنجليزية)
- كوميدي كلوب على موقع كينوبويسك (الروسية)
- كوميدي كلوب على موقع قاعدة بيانات الفيلم (الإنجليزية)

كل حلقات لبرنامج "كوميدي كلوب"